# Brusno, Banská Bystrica
Brusno este o comună slovacă, aflată în districtul Banská Bystrica din regiunea Banská Bystrica, pe malul râului Hron. Localitatea se află la altitudinea de 410 m deasupra n.m., se întinde pe o suprafață de 43,51 km2 și în 2017 număra 2.148 de locuitori.

## Istoric
Localitatea Brusno este atestată documentar din 1424.

## Demografie
| An:                | 1994 | 2004   | 2014   | 2024   |
| ------------------ | ---- | ------ | ------ | ------ |
| Număr de persoane: | 2081 | 2114   | 2145   | 2122   |
| Diferență:         |      | +1,58% | +1,46% | −1,07% |

| An:                | 2023 | 2024   |
| ------------------ | ---- | ------ |
| Număr de persoane: | 2126 | 2122   |
| Diferență:         |      | −0,18% |